# Wicehrabia Palmerston
Wicehrabiowie Palmerston 1. kreacji (parostwo Irlandii)
- dodatkowy tytuł: baron Temple of Mount Temple
- 1723–1757: Henry Temple, 1. wicehrabia Palmerston
- 1757–1802: Henry Temple, 2. wicehrabia Palmerston
- 1802–1865: Henry John Temple, 3. wicehrabia Palmerston